# Catada vagalis
Catada vagalis là một loài bướm đêm trong họ Erebidae.